# Resolució digital
La resolució digital d'un aparell electrònic ve determinada per la longitud de la paraula digital (nombre de bits), és a dir, per les agrupacions de zeros i uns amb els quals es va component el senyal (informació).

## Exemples
La codificació més simple utilitzaria una resolució d'un bit. Amb un bit (donat que es fa servir el sistema binari que són potències de dos: {\displaystyle 2^{n}}) tan sols es permet (durant la quantificació digital) seleccionar entre dos valors ({\displaystyle 2^{1}}): 0 ó 1. Aquesta pobre codificació podria servir per indicar encès (0) o apagat (1); si =(0) ó no = (1); vertader = (0) ó fals = (1)..., seguint l'esperit de l'àlgebra de Boole.

### Televisió
Per exemple, la norma per la televisió digital estableix una resolució de vuit bits (és a dir, 1 byte) per mostra, el que significa que cada mostra agafada quedarà representada per una paraula de vuit bits. Vuit bits suposen 256 ({\displaystyle 2^{8}}) possibilitats, de manera que el diccionari imaginari del còdec estaria format per 256 paraules.
En un exemple simple:
- 00000000 = Equivaldria al blanc.
- 11111111 = Equivaldria al negre.

- Les 254 combinacions restants (00000001, 00000011...) correspondrien a la resta de colors i a l'escala de grisos.

### Disc compacte de so
Un altre exemple, el CD d'àudio, que utilitza la modulació per impulsos codificats (PCM) sense compressió, té una resolució de 16 bits. Això significa que existeixen 65536 ({\displaystyle 2^{16}}) valors diferents per aproximar cada mesura.

## Resolució i soroll
Com a conseqüència del soroll, el nombre d'escalons de codificació determina el rang dinàmic (relació del senyal amb el soroll màxim) del senyal que es pot digitalitzar íntegrament. Per assegurar el registre complet d'un senyal, la relació del senyal a soroll del quantificador ha de ser igual o superior al del quantificador i s'ha d'ajustar el nivell RMS de la gravació de mode que el nivell RMS del soroll del senyal quedi just per sobre el nivell de soroll de quantificació.
Per tant, i com a exemple, si es vol quantificar íntegrament un senyal amb un senyal de soroll màxima de 70 dB, és necessari emplenar un mínim de 12 bits (4096 nivells) en la quantificació i encara més nivells de quantificació faran més fàcil realitzar l'ajustatge del nivell RMS del senyal a gravar (permet més tolerància als errors en l'ajust del guany, una cosa particularment important en aquells casos on no es pot predir amb exactitud quins nivells màxims s'aconseguiran durant la quantificació), quantificar un senyal ben ajustat amb més nivells de quantificació dels necessaris no resultarà en una millor reconstrucció posterior.
D'altra banda, en la pràctica hi ha un límit en el nombre de nivells de quantificació que s'ha d'emprar per quantificar un senyal: el soroll tèrmic del propi convertidor A / D. Els millors convertidors comercials aconsegueixen, fora del laboratori ia temperatura ambient normal, relacions màximes senyal a soroll tèrmic de poc més de 120 dB. Això vol dir que fer ús de convertidors de més de 20 bits no ofereix cap avantatge pràctica, excepte el de permetre gravar cada mostra en un nombre sencer de bytes en el cas dels convertidors de 24 bits i evitar la necessitat d'afegir dith (el soroll tèrmic, molt més potent que el de quantificació en aquest cas, ja faria el paper del dith). Per a aquest cas, els bits menys significatius només prendran valors en funció del més pur atzar i no tindran cap relació amb el senyal a quantificar.
Degut al soroll, algunes dades queden afectades. Per tal de resoldre aquests problemes, s'ha d'incrementar la resolució afegint uns bits que serviran per corregir aquests errors.

## Escàners
Els escàners digitals llegeixen un document línia per línia. El nombre de mostres per línia es pren és una mesura de la (horitzontal) la qualitat de l'exploració. Aquesta qualitat s'indica per píxels per polzada (ppp). Per una polzada (2,54 cm) de les mostres preses d'una línia de 600, llavors la resolució de l'escàner de 600 ppp. El nombre de línies verticals que caben en una polzada, és una mesura de resolució vertical. A l'alçada d'un 600 línies per polzada imatge escanejada, a continuació, la resolució vertical de 600 ppp. Si només una mesura de la PPI és especificat, la resolució vertical i horitzontal, en general la dreta.
S'ha de tenir en compte que molts aparells són els termes de DPI i PPI confós. Sobre imatges digitals. Quan parlem, com càmeres, escàners i càmeres és PPI, ja que hi ha píxels inclòs. Per a imatges analògiques com ara pel·lícules, paper, impressió i impressió, parla sobre DPI. Entre aquests dos hi ha connexió. Entrada digital s'expressa en el PPI, DPI, amb sortida analògica.
D'altra banda, una diferència entre la resolució òptica i la resolució del programa del dispositiu. Aquesta diferència sorgeix perquè un escàner amb programari és capaç de calcular de píxels intermedis. Això augmenta la resolució del dispositiu, sense el maquinari s'ha millorat. La qualitat d'aquest acord d'augment de programari depèn en gran manera en els petits detalls de com estan presents en l'original, els detalls més petits que la resolució de maquinari de l'escàner, sempre romandrà invisible o borrosa.

## Impressores
Per a les impressores, la resolució de la quantitat de píxels en el paper que la impressora pot imprimir per polzada. 600 dpi vol dir que la impressora d'una polzada de 600 punts es pot escriure. Tot i que les impressores són de vegades les diferències entre la resolució horitzontal i vertical (vegeu més amunt Escàners).
Si volem una precisió més exacte d'aquesta informació, més elevada ha de ser la resolució.
Podem canviar la resolució sense modificar la informació de la imatge. Simplement, indicant menys resolució la foto s'imprimira més gran, i indicant més resolució s'imprimira en menys paper perquè els píxels seran més petits i concentrats.

## Mida en píxels
Indica en quantes files i columnes s'ha dividit la imatge, o bé quin és el nombre total de píxels. Per exemple, diem que una foto té 1600 x 1200 píxels. També podem dir que té 1.920.000 píxels, o arrodonir dient que és una foto de 2 megapíxels. S'arrodoneix tant que no es té en compte que ens referim a un sistema binari, en el qual quilo no significa 1.000, sinó 1.024, i mega no significa 1.000.000, sinó 1.048.576.

## Mida informàtica
Es compta amb unitats d'informació com bits, quilobits, megabits i depèn directament de dues coses: del nombre de píxels i de la quantitat de bits que gastem per definir cada píxel.
La profunditat de bits permet diferenciar i aplicar un nombre més o menys gran de colors. La gran majoria de càmeres digitals utilitzen la profunditat de 24 bits del mode RGB, per lo qual cada píxel s'anota amb tres bytes. Es calcula ràpidament que cada megapíxel ocuparà en memòria 3 megabytes. A les targetes de memòria sol ocupar molt menys, perquè les dades es guarden comprimides.